# Cundinamarca parallela
Cundinamarca parallela là một loài bướm đêm trong họ Geometridae.